# Ordine al merito dello Stato libero di Turingia
L'ordine al merito dello Stato libero di Turingia è un ordine cavalleresco del Land tedesco della Turingia.
È stato fondato il 28 settembre 2000 ed è concesso dal presidente dei ministri della Turingia di sua iniziativa oppure su proposta di un membro del governo provinciale.
L'ordine non può contare più di 300 insigniti in vita. Dalla sua fondazione al 2007 è stato assegnato a 63 persone tra cui 15 donne e uno straniero.

## Insegne
- L'insegna, che a differenza di quelle di molti altri ordini dei Länder tedeschi non si porta al collo, ma sul petto con una spilla, è costituita da croce maltese smaltata di bianco con bordo argento e con al centro l'emblema del Land.
- Il nastro è metà bianco e metà rosso.